# Chihiro Shimotani
Chihiro Shimotani (Sakurai, 1934), é um artista plástico japonês.

## Biografia
Chihiro Shimotani estudou na Escola de Belas Artes de Quioto, e trabalhou como escultor e pintor em Sakurai. Em 1976 parte para Berlim através de uma bolsa de estudo. Em 1988 torna-se professor convidado da Escola de Belas Artes de Munique. Entre 1999 e 2000, lecciona na Escola de Verão de Neuburg.